# ヤマハ・XT500

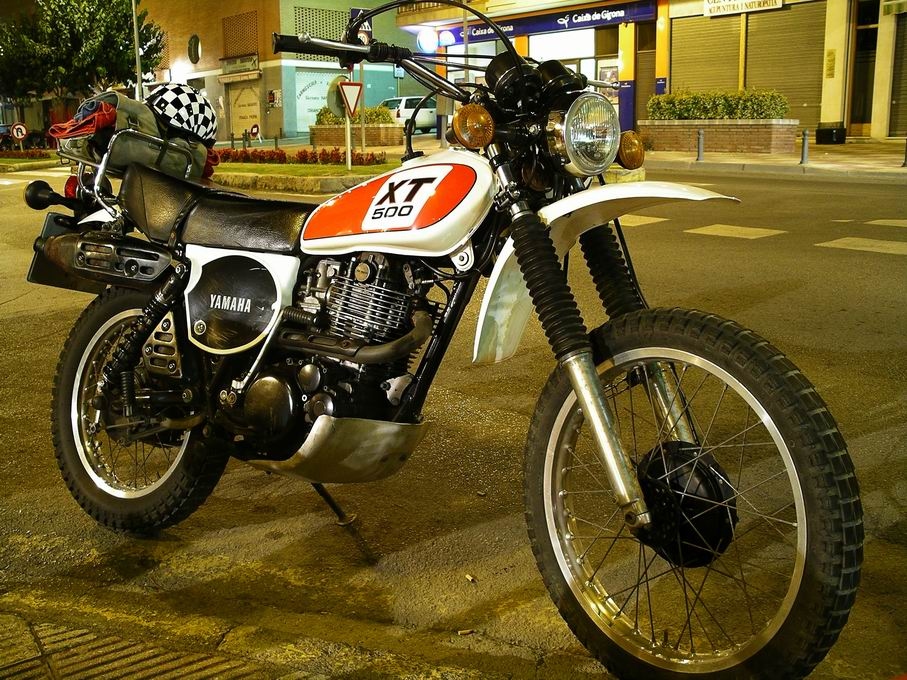
XT500

ヤマハ・XT500（エックスティーごひゃく）は、ヤマハ発動機が製造販売していたオフロードタイプのオートバイである。

## 概要
XT500は1976年に発売された。搭載する単気筒2バルブSOHC499ccのエンジンは、後にSR500/400の母体となっている。軽量化されたエンジンと車体は、レースシーンでも注目され、1977年の鈴鹿6時間耐久ロードレース（翌年から開始される鈴鹿8時間耐久ロードレースの前身）に出場した、同車のエンジンを搭載したシマR&Dのワンオフレーサー「ロードボンバーIX」は、GS1000・Z1・CBXなどの大排気量マルチシリンダー車やTZ350などの2スト純レーサーに混じって18位で完走を成し遂げた（これは軽量で燃費が良く、ピットストップの回数を減らすことができたため）。
また1979年から始まったパリ・ダカールラリーでは、第1回・第2回の優勝車両となり（4輪も含めた総合優勝）、後に続々と登場する大型オフローダーの先駆けとなった。